# Mycetophila laianasi
Mycetophila laianasi är en tvåvingeart som beskrevs av Lane 1958. Mycetophila laianasi ingår i släktet Mycetophila och familjen svampmyggor. Inga underarter finns listade i Catalogue of Life.